# Никола Коцев (генерал, р. 1921)
Никола Антонов Коцев е български офицер, генерал-майор от МВР.

## Биография
Роден е на 23 март 1921 г. в град Бяла Слатина. До 1965 г. е началник на Окръжното управление на МВР-Перник. В периода 1965 – 1969 г. е първи заместник-директор на Дирекцията на народната милиция. В периода 1969 – 1975 е директор на Научноизследователския институт по криминалистика към МВР. През 1975 г. излиза в пенсия. Според други данни излиза в запаса през 1980 г.
На 6 април 1971 г. е награден с орден „9 септември 1944 г.“ І степен с мечове.